# Атласчи
«Атласчи» — узбекистанский футбольный клуб из города Маргилана Ферганской области (вилоята).

## История
Основан не позднее 1991 года. В 1992 году начал выступление в Первой лиге чемпионата Узбекистана. В сезоне-1993 стал победителем первенства и пробился в Высшую лигу.
Также оказывался полуфиналистом Кубка Узбекистана-1993. В 1994—1997 годах выступал в Высшей лиге, где наивысшим достижением клуба было 7-е место в сезоне-1995.
В 1997 году выбыл обратно в Первую лигу, а уже в следующем сезоне покинул и её. В 2010 году клуб вернулся в Первую лигу, однако в 2012 году опустился во Вторую лигу.

## Достижения
7-е место в Высшей лиге (1995).
 Победитель Первой лиги (1993).
1/2 финала Кубка Узбекистана (1993).

## Известные игроки
- Шавкат Абдурахманов,
- Шикмат Ергашев,
- Александр Писарев,
- Алексей Рыбаков,
- Ринат Урмеев.